# Java Persistence API
Java Persistence API (ou simplesmente JPA) é uma API padrão da linguagem Java que descreve uma interface comum para frameworks de persistência de dados. A JPA define um meio de mapeamento objeto-relacional para objetos Java simples e comuns (POJOs), denominados beans de entidade. Diversos frameworks de mapeamento objeto/relacional como o Hibernate implementam a JPA. Também gerencia o desenvolvimento de entidades do Modelo Relacional usando a plataforma nativa Java SE e Java EE.
Originou-se num projeto comum entre os desenvolvedores para se criar o padrão. Fortemente baseado nas ideias trazidas pelo Hibernate, tanto que o líder da primeira versão dessa especificação é o criador do framework.
Ou seja, é utilizado principalmente para conexão e acesso a banco de dados relacionais.

## Versões
Desenvolvido como uma nova versão de frameworks como JPA 2.0, foi incluído na documentação java 317. JPA 2.0 continha grande parte do suporte necessário para o mapeamento de entidades relacionais.

## Frameworks
- Hibernate
- OpenXava[4]
- Defrost[5]
- Oracle Toplink[6]